# يان سكوت (مصرفي)
يان سكوت (بالإنجليزية: Ian Scott)‏ هو مصرفي أسترالي، ولد في 12 أكتوبر 1933 في Mirboo North, Victoria ‏ في أستراليا، وتوفي في 24 يناير 2001 في مورنيغتون ‏ في أستراليا.